# Веселовский, Авраам Павлович
Авраа́м Па́влович Весело́вский (1685 — 16 января 1783, Женева, Швейцария) — русский дипломат, переводчик, родственник и протеже П. П. Шафирова, последний из сподвижников Петра Великого. Старший брат Фёдора и Исаака Веселовских.
Сын крещёного еврея Павла Яковлевича Веселовского (ум. 1715), бывшего куратором немецких школ и комиссаром Аптекарской канцелярии в Москве, от брака с Марией Николаевной Аршеневской. Образование получил в московском доме пастора Глюка. Проходил дипломатическую стажировку при миссиях князя Куракина и барона Гюйссена (1705—1708). Занимался переводами для Посольского приказа. Ездил ко двору датского короля с известием о полтавской виктории.
В мае 1715 года получил назначение в Вену на вакантное после отъезда графа А. А. Матвеева место резидента при императорском дворе. Руководил поисками скрывшегося на землях Габсбургов царевича Алексея Петровича. Уже через 4 года его дипломатическая карьера прекратилась. В 1719 году император Карл VI заключил союз с Великобританией и Польшей, направленный против интересов России, и приказал русскому резиденту в течение восьми дней выехать из Вены, не дав ему даже прощальной аудиенции. Впрочем, ещё раньше из России был выслан австрийский резидент О. Плейер.
В Берлине Веселовский узнал о казнях, разразившихся над лицами, участвовавшими в замыслах царевича Алексея Петровича. Вместо возвращения в Россию он скрылся во владениях ландграфа Гессен-Кассельского. Пётр I потребовал разыскать беглого дипломата и заключить его под стражу. Шифры, использовавшиеся в переписке с Веселовским, были заменены. Хотя Ягужинскому и удалось вычислить местонахождение Веселовского, ландграф отказался выдать его, и он провёл остаток жизни за границей.
В конце 1724 года парламент отклонил прошение Веселовского о принятии британского подданства. В 1730-е годы обосновался в Женеве, где и умер полвека спустя в возрасте 97 лет. Вольтер рекомендовал его Екатерине II как умного и образованного человека. Крамер, известный издатель и корреспондент Вольтера, был женат на дочери Веселовского. Княгиня Е. Р. Дашкова в своих мемуарах пишет, что была дружна с этим семейством.